# Макаренко Дмитро Єлисейович
Макаренко Дмитро Єлисейович (6 листопада 1925 — 31 грудня 2008) — український палеонтолог-стратиграф, історик геологічних досліджень, популяризатор геологічної науки, енциклопедист, педагог.
Основні наукові інтереси Д. Є. Макаренка стосувалися проблем стратиграфічного розчленування кайнозойських і мезозойських відкладів, вивчення систематичного складу фауни молюсків і фізико-географічних умов окремих епох мезокайнозою. Встановив систематичну належність понад 500 видів молюсків. Вивчав геологічну будову різних регіонів України, геологію дна Світового океану, родовища корисних копалин.
Від 1950-х рр. публікував також науково-популярні статті в обласних і загальноукраїнських періодичних виданнях.
Від 1984 р. до кінця життя був членом редколегії «Геологічного журналу»
Готував енциклопедичні статті для першого і другого видання «Української радянської енциклопедії», другого видання «Українського радянського енциклопедичного словника», «Географічної енциклопедії України», «Енциклопедії сучасної України». У складі авторського колективу укладав енциклопедичний довідник «Сумщина в іменах». Був членом Головної редакційної колегії ЕСУ 1—13 томів (останні п'ять вийшли після його смерті).
Як офіційний опонент брав участь у рецензуванні 30-ти кандидатських і 15-ти докторських дисертацій, присвячених вивченню стратиграфії осадової товщі різних систем фанерозою.
Був членом Палеонтологічного товариства СРСР, Українського палеонтологічного товариства, Палеогенової комісії МСК СРСР, очолював Мезозойську комісію Національного стратиграфічного комітету України.
2007 р. вийшла його книга «Голгофа українських геологів», яка розповідає про зламані долі 50-ти українських геологів і 5-х їхніх дружин, які працювали за іншим фахом.

## Відзнаки
1989 р. за участь у написанні колективної 8-томної монографії «Геология шельфа УССР» (К., 1981—87) був відзначений Державною премією УРСР у галузі науки і техніки.
Був нагороджений 1976 р. Почесною грамотою Міністерства геології УРСР, 1985 р. — Почесною грамотою Президії АН УРСР, 1996 р. — Почесною грамотою НАН України, 2006 р. — Золотим нагрудним знаком Всеукраїнської громадської організації «Спілка геологів України».